# Friedrich Engels (fabrikant)
Friedrich Engels (født 12. maj 1796 i Barmen, død 20. marts 1860 i Barmen) var en tysk tekstilfabrikant. Han var far til Friedrich Engels, der sammen med Karl Marx skrev Det kommunistiske manifest.

## Karriere
Friedrich Engels var søn af Johann Caspar Engels og Luise Noot. En af hans brødre var August Engels, senere fabrikant og medlem af det preussiske overhus.
Engels lærte købmandskab i Frankfurt. Derpå indtrådte han i familiefirmaet i Barmen. I 1819 giftede han sig med Elisabeth Franziska Mauritia (født van Haar), der var datter af en gymnasierektor i Hamm. Med hende fik Engels fem sønner og fire døtre, heriblandt den senere socialistiske ideolog og forretningsmand Friedrich Engels samt forretningsmændene Hermann og Rudolf Engels.
I 1837 forlod Engels familiefirmaet og grundlagde sammen med de engelske brødre Ermen bomuldsspinderiet Ermen & Engels i Manchester. Samtidig købte han retten til vandkraft ved Engelskirchen, og her etablerede han en tysk aflægger af Ermen & Engels.
Som familietraditionen bød, tilhørte Engels den unierede kirke i Unterbarmen, som hans far havde været med til at grundlægge. Der stod han blandt andet mellem 1835 og 1849 for kirkelederens kontor. Han bidrog til opførelsen af Unterbarmer Hovedkirke mellem 1828 og 1832.
Engels fik en privatbolig opført, der blev regnet for et af de fineste eksempler på en privat bygning i Bergisches Land. Den blev ødelagt under anden verdenskrig. Vandkraftværket i Engelskirchen, som han var kraftigt involveret i opførelsen af, tilhører i dag "Rheinisches Industriemuseum". Også her fik han opført en privat villa, Villa Braunswerth, samt en kirke.
Engels, der var en stærkt patriarkalsk fabrikant, var dybt forankret i den bergische pietisme. Han grundlagde i Engelskirschen en forsørgelsesfond for sine arbejdere. Alligevel besluttede han sig for placeringen af sine bedrifter på steder, hvor der var mange børn, der kunne bruges som arbejdskraft.
Forholdet mellem far og søn Friedrich Engels var meget anspændt. Den unge Engels omtalte over for Karl Marx sin far som den "fanatiske og despotiske gamle". I 1849 kom det til en slem konflikt de to imellem, da sønnen tog aktiv del i Elberfeld-opstanden. Følgen blev, at faderen fjernede sin økonomiske understøttelse til sønnen. Trods dette hjalp han senere den unge Friedrich med at få en stilling hos Ermen & Engels i Manchester. Den del af firmaet, der lå i Engelskirchen, tilfaldt efter faderens død sønnerne Hermann og Rudolf. Fabrikken i Manchester blev ledet af den unge Friedrich Engels til 1869.
Friedrich Engels ligger begravet på Unterbarmer Kirkegård.